# Orjaški dežnik
Orjaški dežnik (znanstveno ime Macrolepiota procera) je užitna goba iz rodu Macrolepiota (dežniki).

## Značilnosti
Orjaški dežnik zraste do 50 cm v višino, odrasli primerki pa imajo klobuk do premera 30 cm. Mlade gobe imajo stožčast klobuk, ki se kasneje odpre in dobi kroglasto obliko, preden se dokončno razpre in postane raven. Mlade gobe imajo sprva klobuk enotno rdečkaste barve, kasneje pa postane luskast. 
Spodnja stran klobuka je bele barve, in je posejana z velikimi lističi. Pri starih gobah postanejo lističi na spodnjem robu rjavkaste barve in so neredko rahlo pegasti. Lističi se ne dotikajo beta.
Bet je na spodnjem delu gomoljasto odebeljen ter pri mladih gobah poln, pri starih pa oleseni in postane votel. Na betu je velik premičen obroček bele barve, ki je na robovih puhast. Do dveh tretjin je bet zaradi trgajoče ovojnice sivo pegast, zadnja tretjina pa je bela do svetlo siva. 
Meso gobe je belo in milega okusa.

## Razširjenost in življenjski prostor
Največkrat raste v skupinah v listnatih in mešanih gozdovih, na robu gozda ter po travnikih. Je dokaj pogosta gobja vrsta, ki je razširjena tudi v Sloveniji.

## Mikroskopske značilnosti
Trosni odtis je bele barve. Trosi so elipsasti z oljnimi kapljicami in merijo 15–20 x 10–13 μm.
- trosi

## Podobne vrste
- grbičasti dežnik (Macrolepiota mastoidea)
- poljski dežnik (Macrolepiota excoriata)
- rdečeča zelenolistka (Chlorophyllum rhacodes)
- olivnorjava zelenolistka (Chlorophyllum olivieri)
- vrtna zelenolistka (Chlorophyllum brunneum)
- rdečkasta mušnica (Amanita rubescens)

## Uporabnost
Pogojno užiten. Orjaški dežnik je cenjena goba, največkrat pa se pripravlja le panirano ocvrte klobuke, bet pa pri odraslih primerkih postane žilav in je neuporaben. Surova goba lahko povzroči prebavne motnje.